# ماجد شامي
ماجد شامي جعفري لاعب كرة قدم سعودي يلعب في نادي رأس تنورة كلاعب مدافع.

## مسيرة اللاعب
لعب في نادي الطائي ونادي الريان ونادي الثقبة ونادي رأس تنورة.